# Euphilomedes pseudosordidus
Euphilomedes pseudosordidus is een mosselkreeftjessoort uit de familie van de Philomedidae. De wetenschappelijke naam van de soort is voor het eerst geldig gepubliceerd in 2007 door Chavtur, Shornikov, Lee & Huh.